# Arcidiocesi di Bujumbura
L'arcidiocesi di Bujumbura (in latino Arcidioecesis Buiumburaensis) è una sede metropolitana della Chiesa cattolica in Burundi. Nel 2023 contava 1.435.454 battezzati su 2.050.770 abitanti. È retta dall'arcivescovo Gervais Banshimiyubusa.

## Territorio
L'arcidiocesi si estende sulle province di Bujumbura Mairie e Bujumbura Rurale.
Sede arcivescovile è la città di Bujumbura, dove si trova la cattedrale di Maria Regina Mundi.
Il territorio ha un'estensione di 2.200 km² ed è suddiviso in 40 parrocchie.

### Provincia ecclesiastica
La provincia ecclesiastica di Bujumbura, istituita nel 2006, comprende 2 suffraganee:
- diocesi di Bubanza;
- diocesi di Bururi.

## Storia
Il vicariato apostolico di Usumbura fu eretto l'11 giugno 1959 con la bolla Cum sacrum di papa Giovanni XXIII, ricavandone il territorio dai vicariati apostolici di Kitega (oggi arcidiocesi di Gitega) e di Ngozi (oggi diocesi).
Il 10 novembre 1959 il vicariato apostolico fu elevato a diocesi con la bolla Cum parvulum dello stesso papa Giovanni XXIII, e resa suffraganea dell'arcidiocesi di Gitega.
Il 9 ottobre 1964 cambiò nome in favore di diocesi di Bujumbura.
Il 7 giugno 1980 cedette una porzione del suo territorio a vantaggio dell'erezione della diocesi di Bubanza.
Il 25 novembre 2006 la diocesi è stata elevata al rango di arcidiocesi metropolitana con la bolla Cum ad aptius di papa Benedetto XVI.

## Cronotassi dei vescovi
Si omettono i periodi di sede vacante non superiori ai 2 anni o non storicamente accertati.
- Michel Ntuyahaga † (11 giugno 1959 - 14 novembre 1988 ritirato)
- Simon Ntamwana (14 novembre 1988 - 24 gennaio 1997 nominato arcivescovo di Gitega)
- Evariste Ngoyagoye (21 aprile 1997 - 24 marzo 2018 ritirato)
- Gervais Banshimiyubusa, dal 24 marzo 2018

## Statistiche
L'arcidiocesi nel 2023 su una popolazione di 2.050.770 persone contava 1.435.454 battezzati, corrispondenti al 70,0% del totale.
| anno | popolazione | popolazione | popolazione | presbiteri | presbiteri | presbiteri | presbiteri                | diaconi | religiosi | religiosi | parrocchie |
| anno | battezzati  | totale      | %           | numero     | secolari   | regolari   | battezzati per presbitero | diaconi | uomini    | donne     | parrocchie |
| ---- | ----------- | ----------- | ----------- | ---------- | ---------- | ---------- | ------------------------- | ------- | --------- | --------- | ---------- |
| 1970 | 476.819     | 890.771     | 53,5        | 106        | 5          | 101        | 4.498                     |         | 146       | 297       | 148        |
| 1980 | 573.975     | 888.000     | 64,6        | 106        | 53         | 53         | 5.414                     |         | 111       | 243       | 26         |
| 1990 | 685.000     | 953.000     | 71,9        | 69         | 50         | 19         | 9.927                     |         | 63        | 178       | 23         |
| 1999 | 882.000     | 1.365.000   | 64,6        | 94         | 63         | 31         | 9.382                     |         | 99        | 266       | 25         |
| 2000 | 802.000     | 1.405.950   | 57,0        | 100        | 61         | 39         | 8.020                     |         | 124       | 301       | 25         |
| 2001 | 1.004.000   | 1.420.000   | 70,7        | 102        | 64         | 38         | 9.843                     |         | 117       | 285       | 25         |
| 2002 | 1.050.560   | 1.465.947   | 71,7        | 116        | 73         | 43         | 9.056                     |         | 140       | 324       | 25         |
| 2003 | 1.097.427   | 1.512.030   | 72,6        | 119        | 76         | 43         | 9.222                     |         | 146       | 287       | 25         |
| 2004 | 1.117.908   | 1.596.566   | 70,0        | 125        | 78         | 47         | 8.943                     |         | 158       | 245       | 26         |
| 2006 | 1.294.646   | 1.693.000   | 76,5        | 138        | 94         | 44         | 9.381                     |         | 164       | 321       | 26         |
| 2012 | 1.542.000   | 1.968.000   | 78,4        | 176        | 125        | 51         | 8.761                     |         | 152       | 491       | 29         |
| 2015 | 1.636.000   | 2.087.000   | 78,4        | 167        | 118        | 49         | 9.796                     |         | 195       | 657       | 29         |
| 2018 | 1.330.325   | 1.894.191   | 70,2        | 182        | 126        | 56         | 7.309                     |         | 260       | 355       | 33         |
| 2020 | 1.433.715   | 1.992.071   | 72,0        | 186        | 132        | 54         | 7.708                     |         | 272       | 535       | 35         |
| 2022 | 1.380.730   | 2.010.556   | 68,7        | 196        | 131        | 65         | 7.044                     |         | 283       | 577       | 39         |
| 2023 | 1.435.454   | 2.050.770   | 70,0        | 226        | 159        | 67         | 6.351                     |         | 286       | 497       | 40         |